# Yijing
Yijing, Księga przemian – jeden z najstarszych chińskich tekstów klasycznych, reprezentujących rdzennie chińską kosmologię i filozofię. Jest księgą kanoniczną taoizmu i konfucjanizmu.
Księga była i jest używana do wróżb (bibliomancja), które w starożytnych Chinach pełniły wyjątkową rolę m.in. przy sprawowaniu władzy, organizowaniu ceremonii, wypraw wojennych itd. W tym charakterze była używana przez władców dynastii Zhou, dlatego nazywa się ją także Zhouyi – Przemiany Zhou.

## UkładKsięgi Przemian
Księga składa się z 64 rozdziałów, w każdym znajduje się wykładnia symbolicznego znaku określanego jako heksagram, jest to figura złożona z sześciu linii poziomych. Linia może być ciągła (twarda) albo pośrodku przerwana (miękka). W sposób oczywisty te linie są to elementy binarne, czyli bity, ponieważ przyjmują tylko dwie wartości. Układ takich sześciu linii daje 64 różne symbole (26 = 64). Każdy z tych 64 heksagramów symbolizuje pewien proces, a więc przemianę.

## Heksagramyitrygramy
Każdy heksagram składa się z dwóch części, dolnej i górnej zwanych trygramami (chiń. gua). Ponieważ zaledwie osiem trygramów (Bagua) wystarczy do zbudowania 64 heksagramów, taoizm religijny przypisywał Bagua wielkie znaczenie. Z kolei linie przerywane i ciągłe symbolizowały odpowiednio dwa podstawowe pierwiastki chińskiej kosmologii – yin i yang.
W tym kodzie widziano więc uniwersalny, zamknięty i pełny wzorzec przemian w przyrodzie, alchemii, metafizyce, a nawet polityce itd. Na jego pierwszym poziomie była zasada Dao oraz życiodajna energia Qi, która miała dwie strony Yin i Yang. Rozmaite kombinacje tych sił w pierwszym przybliżeniu ukazywane były przez Bagua, a w drugim – przez 64 heksagramy Yijing. Słuszność tej interpretacji miał potwierdzać słynny cytat z Daodejing z ok. V w. p.n.e.: „Dao rodzi jeden, jeden rodzi dwa, dwa rodzi trzy, trzy rodzi nieskończoność” (ciąg: Dao-Qi-Yin/Yang-Trygramy-Heksagramy).

## Historia
Według legendy, zasady Yijing wywodzą się z czasów półlegendarnej dynastii Xia od mitycznego władcy Fuxi, który opisał trygramy. Analiza filologiczna wskazuje jednak, że tekst powstał około XI w. p.n.e. Za sprawą ewolucji języka jego znaczenie szybko przestało być zrozumiałe i do księgi zaczęto pisać glosy. Największe, tzw. Dziesięć Skrzydeł dodano w czasach dynastii Han (około 200 p.n.e.) za panowania cesarza Wudi.
W XX wieku Księga przemian wielokrotnie była tłumaczona na język polski, ale ze względu na jej niejasny styl oraz wieloznaczny charakter klasycznego języka chińskiego każde takie tłumaczenie jest nieuchronnie spłaszczeniem jej treści.

## Wróżenie
Oryginalnie do wróżenia w starożytności wykorzystywano się albo zasuszone łodygi krwawnika albo stare monety chińskie. Krwawnik znalazł się tam ze względu na wiarę w jego magiczne zdolności. Do tej pory krwawnik sadzi się na grobie Konfucjusza.
Cały proces był dość skomplikowany. Na początku brało się pięćdziesiąt patyczków, po czym jeden odkładało. Następnie resztę z nich dzieliło się mniej więcej po równo na dwie kupki, lewą i prawą. Brano jeden patyczek z prawej kupki i wkładano w lewą rękę między palec mały a serdeczny. Prawą kupkę brano do lewej ręki i oddzielano na bok po cztery patyczki tak długo jak w ręce nie zostały cztery lub mniej patyczki. Pozostałe tak łodygi brano między serdeczny, a środkowy palec. Następnie brano lewą kupkę i powtarzano proces. To co zostało wkładano między środkowy, a wskazujący. Teraz to co było w lewej ręce brano razem do ręki. W zależności od liczby patyczków przydzielano 3 lub 2 punkty. Robiono tak trzy razy, aż liczba nie równała się sześciu, siedmiu, ośmiu lub dziewięciu. To wszystko powtarzano tak długo, aż nie zostało przewidziane sześć liczb i z tych liczb układano heksagram. W zależności od liczby mogły wyjść cztery rodzaje linii – Duży Yang, Mały Yang, Duży Yin i Mały Yin. Tak zrobiony heksagram dzielono na pół i wyszukiwano jaką tworzą liczbę w Księdze Przemian. Po znalezieniu liczby, czytano ją i interpretowano zgodnie z sytuacją.
W starożytnych Chinach wróżenie miało ogromne znaczenie. Takie wróżby wykorzystywano na wiele różnych sposobów. Czasem w kontekście wywróżenia płci potomka cesarza, a czasem, kiedy chciano się dowiedzieć czy zaczynanie wojny z innym krajem jest dobrym pomysłem.
Do tej pory stosuje się wróżenie z Księgi Przemian.
W chińskich świątyniach taoistycznych i u wróżbitów można wylosować jeden z 64 patyczków, które wskazują na jeden z rozdziałów Księgi Przemian. Kapłan lub wróż wyciąga karteczkę z jego tekstem i za drobną opłatą dokonuje odczytania (żeby zrozumieć tekst księgi nie wystarczy umieć czytać po chińsku) oraz interpretacji w odniesieniu do intencji osoby, który szuka u wyroczni porady. Pełna wróżba wymaga losowania ośmiu heksagramów.
W Chinach i poza nimi można kupić proste poradniki, które pozwalają powróżyć samemu. Stosuje się wówczas losowanie przy pomocy monet.

## Nawiązania
- Yijing pojawia się w powieści Philipa K. Dicka Człowiek z Wysokiego Zamku (1962), będącej historią alternatywną, w której Trzecia Rzesza i Japonia wygrały II wojnę światową. Bohaterowie korzystają z księgi, podejmując w oparciu o nią ważne decyzje, co ma być wpływem kulturowym zwycięskiej Japonii. Posługując się chińską księgą występujący w powieści pisarz nazwiskiem Abendsen pisze książkę Utyje szarańcza, która przedstawia wersję historii bliższą, choć nadal różną od naszej rzeczywistości (zwycięstwo aliantów po trwającej dłużej wojnie, Franklin Delano Roosevelt nie startuje po raz trzeci na prezydenta).
- W innej powieści Dicka, „Labiryncie śmierci”, odpowiedzi udzielane bohaterom przez lina są wzięte z Yijing.
- W Mrocznych materiach Philipa Pullmana Yijing pojawia się jako alternatywa dla Aletheiometru (czytnika prawdy) w naszym świecie. W obu przypadkach odpowiedź zapewniać miał Pył, cząsteczka posiadająca samoświadomość.
- W Cyklu Barokowym Neala Stephensona Gottfried Leibniz używa Yijing do szyfrowania korespondencji.
- Książka pojawia się również wśród tytułów książek odczytywanych z półki w komputerowym świecie filmu Tron: Dziedzictwo.
- W powieści Gra szklanych paciorków Hermanna Hessego występuje postać pustelnika – sinologa, zafascynowanego Yijing i wróżeniem z gałązek krwawnika.

## Literatura
- I Ging, in der Übersetzung von Richard Wilhelm, ISBN 3-424-00061-2
- Chu-San D. Bölter: Yi Jing, Das Buch der Wandlung, ISBN 3-89620-092-5
- I Ching - Księga przemian, wg Sama Reiflera I Ching - A New Interpretation for Modern Times, cz. 1 stron 203, cz. 2 stron 203, wydano przez Stowarzynie Buddyjskie Zen CZOGIE w Polsce, Warszawa, 1982
- I Ching - Księga przemian, wg Sama Reiflera I Ching - A New Interpretation for Modern Times, oparte na wydaniu przez Stowarzynie Buddyjskie Zen CZOGIE w Polsce, s. 327, Poznań, Wydawnictwo Zysk i S-ka, ISBN 83-7150-079-3
- I Ching - Księga Zmian, w opracowaniu A. Kaczmarka i Z. Przybylaka, cz. 1 stron 22 (1984), cz. 2 stron 20 (1985), wydano przy Bydgoskim Ośrodku Radiestezyjnym
- Chińska droga do szczęścia, w opracowaniu Leszka Mateli, stron 18 (1985), wydano przy Bydgoskim Ośrodku Radiestezyjnym
- I Ching, w opracowaniu Joanny Sabiłło, stron 35, Wydawnictwo Arcanus, Bydgoszcz, 1989 ISBN 83-85069-09-7
- Księga przeznaczenia i wróżenia z liczb, J. Stankiewicz, Spółka Wydawnicza "Diana", Wałcz, 1990
- I Cing - Księga Przemian, op. O. Sobański, s. 182, Wydawnictwo KAW,  Warszawa 1990, ISBN 83-03-03048-5
- I Ching - Księga wróżb, w opracowaniu T. Zyska, J. Kryga, stron 157, Wydawnictwo Elliot, Bydgoszcz, 1990 ISBN 83-85150-00-5
- I Cing, w przekładzie Richarda Wilhelma (retranslacja na język polski),stron 556, Wydawnictwo Latawiec, Warszawa, 1994 ISBN 83-902659-0-7
- Księga Przemian I CING, K. Maćko, O. Sobański, s. 231, Wydawnictwo "KOS",  Katowice 1999, ISBN 83-86757-96-5
- I Czing - Wróżby Księgi Przemian, K. Farnell, s. 192, Wydawnictwo Klub Dla Ciebie,  Warszawa 2006, ISBN 83-7404-359-8
- Astrologia chińska i Księga Przemian I CING,wg Catherine Aubier, stron 637, Wydawnictwo De Facto, Warszawa, 2007 ISBN 83-89667-16-5
- I Cing, w przekładzie Richarda Wilhelma (retranslacja na język polski), ISBN 978-83-61182-75-7 (przeł. Agna Onysymow, Wydawnictwo Aletheia, Warszawa 2011)
- Zhou Chuncai: Księga przemian, komiks, ISBN 83-89899-53-1

### Przykładowe opracowania
- S. J. Marshall The Mandate of Heaven: Hidden History in the I Ching
- Richard Rutts Zhouyi: The Book of Changes.
- Lars Bo Christensen: The Book of Changes – The original Core of the I Ching. (Pierwsze tłumaczenie oryginalnego tekstu, który zawiera pełny słownik) Amazon Create Space 2015. (ISBN 978-87-997976-1-5).